# Nick's Flix
Nick's Flix was een programma van Nickelodeon, met informatie over computerspellen, films en meer.
Nick's Flix was een filmmagazine, en werd altijd voor de Nickelodeon Filmbreak uitgezonden. Sinds de vernieuwing van Nickelodeon is Nick's Flix niet meer te zien.